# 東京魔人學園剣風帖
『東京魔人學園剣風帖』（とうきょうまじんがくえんけんぷうちょう）は、東京魔人學園伝奇シリーズの第一作として1998年6月18日に発売されたPlayStation用学園伝奇ジュヴナイルゲームソフト。監督・脚本は今井秋芳、製作はシャウトデザインワークス、発売元はアスミック・エース エンタテインメント。
2007年1月より、原作ゲームを原案としたTVアニメ版『東京魔人學園剣風帖 龍龍（龖）』がアニマックスにて放送された。
シリーズ全体の概説やシステム・物語上の共通する特徴は東京魔人學園伝奇の項を参照。なお本項では、『東京魔人學園朧綺譚』および『東京魔人學園剣風帖繪巻』についても合わせ述べる。

## 作品解説

### 東京魔人學園剣風帖
『魔人學園伝奇』のシリーズ第一作となる『東京魔人學園剣風帖』は、東京･新宿の真神学園を主舞台とした、人ならぬ「力」を得た少年少女たちの物語である。彼らはその力の存在に惑い悩みつつも、同じような「力」を持つものたちと、時には敵として、時には味方として対峙しながら、力を合わせて様々な奇怪な事件に挑み、その闇を暴いていく。
設定上は1998年から1999年にかけての物語ではあるが、学園ドラマの王道要素や定番の設定や演出を意図的に多く盛り込み、一昔前の学園青春ドラマの雰囲気を作り上げている。友情や正義感をテーマにした伝奇アドベンチャー。物語は不思議な力を持つ主人公が舞台となる真神学園に転校したところから始まる。
本作の特徴としては、システム上の感情入力、物語上のジュヴナイル要素のほかに、劇画的なキャラクターデザインがある。キャラクターデザイナーである小林美智の本来の絵柄はアニメチックなものであったが、あえて劇画調のデザインに変更、塗りもイラスト的なものとされた（一部サブキャラクターはサポートデザイナーによる）。
ゲームとして発表されたのは魔人學園伝奇シリーズで最も早いが、「東京魔人學園伝奇・人の章」として、作品設定上は魔人學園伝奇シリーズの最後に位置づけられることになっている。
『剣風帖』以後の時代を描いた作品も存在するが（双龍変、黄龍祭など）、あくまでもそれらは時間軸分岐に因る「可能性の未来」であって、設定上不動のものではない。例として、双龍変シリーズにおいては『剣風帖』の主人公が、ヒロインたちの誰とも結ばれていないように見えるが、「これは公的な見解ではない」ということを示す。これは個々のプレイヤーの辿った結末が、プレイヤーそれぞれにとっての「正史」である、というプレイヤー尊重の制作意図によるものである。
本作はRPGに多く見られる「主人公＝プレイヤー」という方式を取っている。AVGパートにおいて主軸となっている感情入力システムに見られるように、個々のプレイヤーの想像力を最大限尊重し、プレイヤー固有の主人公像を作り上げてもらうためである。そのため、主人公には公式な容姿の設定がなく、収録されているボイスも戦闘時の叫び声のみで台詞は存在しない。本作は主人公を無個性にしつつ、なおも物語を牽引する存在感を示しており、『剣風帖』の場合は周囲のキャラクターとの会話の中でこれらを両立させている。
登場人物たちのうち、ほぼ全ての味方女性キャラクターとクリスマスにデートイベントがある。
また、クリスマスにデートできた場合であっても、『剣風帖』本編では美里葵と桜井小蒔のものしか個別エンディングが存在しなかったが、後に発売された『東京魔人學園朧綺譚』により、男性キャラクターや仲間にならないキャラクターのものも含まれた全員分のエンディングが補完された。
なお、本作は発売当時『ファミ通』を始めとしたほとんどのゲーム雑誌において平均的な評価が下されたが、その中で『電撃PlayStation』のみが特集記事を大々的に組むなどして本作を高く評価しており、そこから徐々に人気が広まっていったという経緯を持つ。これにより、初回出荷本数こそ1万本以下であったものの、後に累計出荷本数10万本を超えるロングセラーとなった。
2012年3月28日にはゲームアーカイブスにて配信されている（同日に『朧綺譚』と『外法帖』も配信されている）。『剣風帖』のレーティングはCERO：D（17才以上対象）という扱いになっている。『朧綺譚』はCERO：C（15才以上対象）になっている。『剣風帖』・『朧綺譚』ともにPS版で存在したバグは未修正のままなので、アスミック・エース エンタテインメント公式の『東京魔人學園』シリーズについてのご注意のページに対処法がある。

### 東京魔人學園朧綺譚
1999年4月12日に『剣風帖』のファンディスクとして発売された。上記の全員分のエンディングのほか、主人公が真神学園に転校する以前の物語『第零話･龍之刻』などの外伝6編が収録されている。
このほか、一定の戦闘状況を設定し、定められたターン数以内で勝利条件を達成することを目的とした、詰め将棋的なSLGパート「螺旋洞」や、魔人學園に関するクイズ、さらに各キャラクターの『剣風帖』における好感度を自在に操作することができるコンテンツなどが収められた内容となっている。

### 東京魔人學園剣風帖繪巻
2000年7月13日に発売された、『剣風帖』と『朧綺譚』をセットにした廉価版パッケージ。それぞれ単品の物とゲーム内容上の違いはない。本作の発売から、『剣風帖』が「魔人學園伝奇・人の章」であるとされるようになった。また、本作の発売に伴い、『剣風帖』・『朧綺譚』それぞれの単品販売は終了している。手書きするのが大変に思えるタイトル名をゲーム専門書籍に突っ込まれたこともある作品。

### ニンテンドーDS版
2008年8月21日にマーベラスエンターテイメントより発売されたニンテンドーDS版。『剣風帖』と『朧綺譚』の内容を一本にまとめたリメイク版になっている。ソフトのみの通常版に加え、魔人シリーズ10周年記念として、荒俣宏が作中の舞台を解説するDVDやビジュアルブックなどを同梱した限定版も同時発売。
主な変更点は以下の通り。
- 『剣風帖』のメインストーリーをクリア後、すぐに『朧綺譚』の内容が楽しめるようになっている。PS版では独立して管理されていたシステムセーブデータの扱いも共通化。
- DSの特徴である上下2画面とタッチパネルを活かし、上をメイン画面、下を操作系・情報系の表示画面と分割することによって、操作性と視認性が向上。各種情報の表示デザイン自体も改良されている。
- PS版では主に水彩画の取り込みが中心であったグラフィックが、全て外法帖以降の作品と同様の、より陰影のはっきりしたデジタル彩色で完全に描き直されている。また、PS版ではシミュレーションパートの攻撃シーンのみキャラクターの画風が違っていたが、この点についても改善されている。
- 全てのキャラクターの表情がアニメーション化され、瞬きから大きな動きまで、そのパターン総枚数は約5000枚にも上る。
- アランなど、特定のテーマ曲を持たない一部のキャラクターについて、外法帖に登場した祖先からテーマ曲を引用。
- 各話の最後に、やなせななの楽曲「七夕」を用いたエンディングを追加。

なお、キャラクターの音声についても当初は全て録り直される予定であったが、出演者たちの「10年前に演じた証として残したい」という意向により、PS版のものがそのまま使用されることとなった。

#### ゲーム進行に関わるバグについて
DS版のみに存在するバグが発売後にいくつか確認されている。そのほとんどはゲーム進行の大方に影響しない、またはプレイヤー側の対応にて回避可能だが、唯一ゲーム進行に関わる重大なバグとして、「『朧綺譚』の螺旋洞43問目にて、本来倒せるはずの敵を倒せない」（製品版を絶対にクリア出来ない）というものがある。メーカーは発売より数週間後に進行不能となるバグを認識したが、2013年1月現在でも本作進行不能バグについてメーカーの公式告知は一切行われておらず、オフィシャルページなどにも案内や誘導などは全く無いが、購入者からの報告によってバグとして認定されたため、「ユーザーサポートへ問い合わせを行った購入者に対してのみ」対応を開始。事前に問い合わせた上で43問目がプレイできるセーブデータを記録したソフトを送付すると、43問目クリア済みの状態への書き換えを受けることができるようになった。

## 登場人物
声優はゲーム / テレビアニメの順である。武器はゲームでの分類。

### 主人公
緋勇龍麻（ひゆう たつま）
声：加瀬康之 / 下野紘・加藤英美里（幼少時代）
武器：手甲
本作の主人公。4月になって間もなく、明日香学園（所在地は『朧綺譚』の第零話でプレイヤーが設定する）から新宿区の都立真神（まがみ）学園高校3年C組に転入してきた少年。徒手空拳の古武術を修める。宿星は、龍脈の力を統べる「陽の黄龍の器」。名称はデフォルトのもので、変更可能。その他、誕生日・血液型・出身地を自由に設定可能で、これによりユニットの性能や各キャラクターとの初期相性が変化する。性別のみ男性で固定されており変更はできないが、これは魔人學園シリーズの総監督・今井秋芳の「ジュヴナイル作品には『ヒーローとその傍らに寄り添うヒロイン』と言う構図が不可欠である」とする信念によるものである（ただし「東京魔人學園符咒封録」では隠し要素として性別が変更可能）。
SLGパートでの外見は、前述の通りプレイヤーの想像力を最大限に重視するという方針から、長い前髪で目元を隠している以外は極めて無個性な姿となっている。
喜名朝飛著コミックス版では一見無表情で容姿端麗なキャラだが、心根は優しく人望を集める好人物に描かれる。
アニメ版では優しい性格が強調され大人しいの感じのキャラに。また、イチゴが大好物というアニメ独自の設定がなされている。
条件を満たせば、『九龍妖魔學園紀』にも主人公として登場する（この場合のタイトルは、「黄龍妖魔學園紀」となる）。

### 味方キャラクター
以下の4人はストーリー進行にかかわりなく、味方キャラクターとして固定されている。味方キャラクターの誕生日は、原作版声優の誕生日と同じに設定されている。
美里葵（みさと あおい）
声：堀江由衣 / 同左
武器：指輪
主人公のクラスメイト。真神学園の生徒会長を務める才媛であり、容姿端麗にして品行方正、人望も厚く心優しい「学園の聖女」。真神学園高校3年C組。9月20日生まれ、B型、身長160cm、体重46kg、3サイズ88-55-84。
治癒の「力」に目覚める。それと平行して過去生を断片的に思い出していくことで、仲間の中では戦いに対するためらいが一番強い。敵味方を問わず人の死に対しては敏感で、守れなかった人に対する後悔の念が強い。「菩薩眼」という特異な才能を持つ。
回復ユニットとしての役割を果たすが、高レベルに成長すると強力な攻撃能力も身につける。
小蒔を親友として慕う一方、主人公を巡って反発し合っていることと生理的嫌悪感を抱いているという理由から、比良坂をとにかく嫌っている。宿星は「八咫（やた）」であるとともに、龍脈の流れを見極めることのできる「菩薩眼（ぼさつがん）」の能力者でもある。
アニメ版では、容姿は可愛い雰囲気に変更されており、嵯峨野と同じ覚羅中の出身という部分が追加されている。また、原作では指輪を装備していたが、アニメ版では薙刀を得物として闘いに参加している。
菩薩眼の設定にも変更があり、手中に収めんとする時の権力者らに狙われる（=火種になる）という解釈だけでなく、菩薩眼そのものが邪悪な面を持つかなり戦闘的な力として描かれており、劇中では菩薩眼の力で豹変した葵が自発的に仲間を攻撃しているなどのシーンがある。
蓬莱寺京一（ほうらいじ きょういち）
声：川鍋雅樹 / 同左・世戸さおり（幼少時代）
武器：日本刀（木刀）
主人公の親友。性格は底抜けに明るく脳天気な熱血漢。自称「真神一のイイ男」。無類の女好きで成績は悪い。授業中は寝てばかりいる。軽佻浮薄な問題児だが信義には厚く、ここぞという時には誰よりも頼りになる主人公の相棒。愛用の木刀はどんなときも（プールでナンパするときも）手放さない。新宿中央病院の岩山院長とは過去に因縁があり苦手にしている。小蒔、アン子とは腐れ縁であり、余計な一言がもとでしばしば殴られている。また、陰気で何を考えているかわからない裏密を醍醐同様に非常に苦手にしている（裏密により二人が酷い目に遭わされる方陣技もある）。真神学園高校3年C組。剣道部部長。1月24日生まれ、B型、身長176cm、体重70kg、3サイズ105-80-88。剣術の達人であり、常に愛用の木刀を携えている。ラーメンをこよなく愛する（特に味噌）。宿星は「義星」。
アニメ版では、容姿が大きく異なり、性格も葵と小蒔を快く思っていないなど原作とは若干違ったものになっている。アニメ版のみ如月のことを「ムッツリ」と呼んでいる。
拳武編の失踪から、髪質がしなやかになって帰還した。
醍醐雄矢（だいご ゆうや）
声：石黒貴之 / 平勝伊
武器：足甲
主人公の親友。「真神の醍醐」と近辺の不良たちに恐れられる巨漢であり、真神学園の番長格。しかしその性格は外見に反し謹厳実直で真面目であり、お調子者の京一とは対照的なコンビ。中学時代には「強さ」だけを求め、喧嘩に明け暮れる毎日を送っていた。その頃、凶津とは無二の親友だったが、傷害事件を起こして警察に追われる彼を裏切って警察に突き出した。プロレスをベースにした格闘技の達人。幽霊や怪談話が大の苦手だという一面もある（しかも霊感が強いため霊的なものを感じとりやすい）ため、オカルト研の部長である裏密を最も嫌う。新井龍山を師と仰いでいる。小蒔に気があるのだがどうしようもないほど不器用な性格ゆえに進展しない。真神学園高校3年C組。レスリング部部長。4月23日生まれ、A型、身長190cm、体重100kg、3サイズ125-93-98。
宿星は「白虎」であり、その真の力に覚醒（変生〈へんじょう〉と呼ばれる）するとき、彼の能力は変化を遂げる（シミュレーションパートのマップ上グラフィックでは点滅して光るのみ）。その力により佐久間を殺めてしまった恐怖で戦意喪失状態となるが後に復帰し、如月・アラン・マリィと共に四方を司る四神を形成する。
佐久間に絡まれるも返り討ちにした転校生である主人公に興味を抱き、彼に勝負を挑むが敗北しその後は主人公の力を認め親友となる。また、主人公不在の時には真神学園の仲間達をまとめたりと、サブリーダー的なポジションでもある。
アニメ版では、原作とは容姿が異なり、料理が得意で調理師を夢見ている。小蒔だけにはさん付けで呼ぶようになり、さらには敬語を使うなどしている。過去に凶津から「雄ちゃん」と呼ばれていた。
桜井小蒔（さくらい こまき）
声：浅川悠 / 新井里美
武器：弓
明るくボーイッシュなスポーツ万能女子。一人称は「ボク」。元気で活発。対照的な性格ながら葵の親友でもある。6人兄弟の長女であり、弟想いの心優しく面倒見のよい姉でもある。女子とは非常に仲が良く、アン子、裏密といった真神生だけでなく、他校生の織部姉妹とも仲が良い。貧乳をやや気にしており、そこにもツッコむ京一に対しては容赦ない。
戦闘時には遠距離攻撃ユニットとして欠かせない存在。宿星は「悌星」。真神学園高校3年C組。弓道部部長。3月20日生まれ、A型、身長158cm、体重47kg、3サイズ77-55-82。
アニメ版では容姿はショートカットがロングヘアになり、姉御肌的でやや刺々しい性格付けがなされている。

### 仲間となるキャラクター
これ以降のキャラクターは、プレイヤーの行動によって仲間になる場合とならない場合がある。
雨紋雷人（うもん らいと）
声：関口英司 / 四宮豪
武器：槍
長身金髪、一見強面だが正義感が強く、人食いカラス事件では単身被害者を助けるため奔走していた。渋谷区の神代（かみしろ）高校2年D組。軽音部所属。7月2日生まれ、B型、身長178cm、体重72kg、3サイズ102-79-89。インディーズバンド「CROW」のギタリスト。一人称は「オレ様」。友情には厚く、転校以来孤立していた唐栖に声を掛けて親友となる。だが、力に目覚めて暴走する彼を止めるべく戦いに参加する。龍蔵院流と呼ばれる槍術の達人であるとともに、
戦闘パートでは範囲攻撃を駆使し、雷撃を操る「力」を持つ。味方宿星は「雷軍星」。
セクシーな女性が好みのタイプなため、亜里沙には好意を持つが、逆に雪乃を「女らしくない」という理由で嫌っている。
コスモレンジャーに無理矢理任命され、イメージカラーは「ゴールド」（無理矢理であるため、本人は嫌がっている）。
忍者に憧れを持っており、本物の忍者（公儀隠密・飛水家の末裔）である如月に対しては他の相手と若干態度が変わる。
喜名朝飛著コミックス版では、最後に天野の紹介でアランとともに仲間に加わった。
アニメ版ではギタリストは唐栖になっているので、ボーカルに変更されている。
高見沢舞子（たかみざわ まいこ）
声：永迫舞 / 氷上恭子
武器：白衣
新宿中央病院の看護婦見習い。性格は天真爛漫で言動はやや幼い。一人称は「舞子」で、年上であっても男子を「クン」、女子を「ちゃん」づけで呼ぶ。天真爛漫な言動の裏に深い思いやりの心を持つ。霊魂と会話できる特異な能力を岩山院長に見込まれており、彼女が裏で行う心霊治療にも携わる。ピンクの白衣姿で歌舞伎町界隈をウロウロしているため、風俗関係者と間違えられそうになることもしばしば。新宿区の鈴蘭看護学校2年百合組。ソフトボール部所属。1月26日生まれ、A型、身長160cm、体重47kg、3サイズ86-59-88。宿星は「仁星」。
喜名朝飛著コミックス版では、藤咲の毒牙に倒れた京一を治癒術にて治療した。出会った場所が「キャバレーナース」という店の前だったので、京一は一瞬、そこの店員と思い込んでいた。
戦闘パートでは葵に次ぐ第二の回復ユニット。レベルが上がると葵以上に強力な攻撃技を覚える。広範囲の補助技も駆使する。
アニメ版では、容姿や喋り方、雰囲気も大人しいイメージに変更されている。
藤咲亜里沙（ふじさき ありさ）
声：増田ゆき
武器：鞭
妖艶な雰囲気の不良少女。気性が激しく、怒らせると手が付けられない。当時小学生だった弟を同級生からの酷いいじめを受けた末の自殺で亡くしており、その報復としていじめに関与した弟の同級生全員を半殺しにした過去を持つ。それ以来いじめをする連中に苛烈な制裁を加えるなどしており、同じ境遇の嵯峨野麗司と出会ってからは彼に亡き弟を重ねていた。エルという名前のボクサー種の飼い犬がおり、当時、弟の担任だった男性が友達代わりにと譲ってくれた経緯を持つ。この担任は弟自殺の件で徹底調査に動いていたが、これに腹を立てた学校側の報復で事件を隠蔽された挙句、「自殺者を出したことへの不始末」を理由に全ての責任を負わされる結果となり、詰め腹を切らされる形で辞職に追い込まれ、音信不通となった。なお、亜里沙自身もこの担任に想いを寄せていたという裏設定がある。
戦闘パートでは麻痺・魅了などの状態変化攻撃を得意とし、全ての技の消費行動力が低め。序盤に加入するため必然的にレベルが低い（新規加入するキャラは主人公のレベルがベース）。
墨田区の覚羅（かぐら）高校3年A組。陸上部所属。2月14日生まれ、AB型、身長168cm、体重48kg、3サイズ89-61-89。宿星は「弁財天」。
強い男が理想のタイプで、京一のことを異性として見ている（場合によっては主人公も該当する）。その一方でなよなよしている人が嫌いで、これに該当する雛乃を嫌っている。
喜名朝飛著コミックス版では、柳生の刺客の一人として登場。当初は京一を毒牙にかけようとしたが、最終的に柳生を打ち払い京一と和解、高見沢と共に京一らに協力することとなる（嵯峨野麗司とは面識がなく、別のエピソードになっている）。
アニメ版には登場しない（嵯峨野麗司の話はあるが、麗司本人が亜里沙の役割も担っている）。
裏密ミサ（うらみつ ミサ）
声：津村まこと
武器：指輪
陰気で謎多き少女。一人称は「ミサちゃん」。ビン底眼鏡をかけて常に怪しい人形（聖布を作って作り上げたもので、お守りとして機能する）を抱いている。古今の魔術・呪術・占術に通暁している。恋愛関係はよく占っているが、自分自身は全く興味がないようである。ビン底眼鏡を外して登場する場面もあり、その素顔は割と美少女然としている。陰陽師である御門を「敵対勢力だから」という理由で嫌っている。真神学園高校3年B組。オカルト研究会会長。7月22日生まれ、O型、身長155cm、体重42kg、3サイズ74-53-76。宿星は「智星」。
戦闘パートでは近距離から遠距離まで多彩な攻撃技を持つ魔術師タイプのユニット。HPこそ低いが防御力にも優れ、吸収技まで備えている。また、様々な属性・特性の技を保持している。
『朧綺譚』ではプレイデータでの恋愛フラグ判定という役割を担う。マリア先生攻略ルートに入ってしまうと裏密を仲間に出来ないハンデを背負うことになる。
紫暮兵庫（しぐれ ひょうご）
声：高瀬右光
武器：帯
根っからの硬骨漢。性格は豪放磊落かつ生真面目で義に厚く、部員たちからの人望にも恵まれている。男ばかり四人兄弟の三男。ただ、（多少だが）アイドルオタクという一面を持っており、アイドル歌手であるさやかのファンの一人。その一方で男に媚びる女性が嫌いで、これに該当する藤咲を嫌っている。目黒区の鎧扇寺（がいせんじ）高校3年2組。空手部部長。5月19日生まれ、O型、身長192cm、体重120kg、3サイズ130-95-115。『朧綺譚』の外伝ではその部分を誇表したところがある。宿星は「信星」。
二重存在（ドッペルゲンガー）を生み出す「力」を持ち、戦闘パートでは一人で2ユニット分の活躍ができる。攻撃力・防御力共に優れている反面、近距離技ばかりで範囲攻撃も少なく、移動力も低い。
如月翡翠（きさらぎ ひすい）
声：関口英司 / 同左
武器：忍者刀
クールで知的な印象の青年。仲間に加わるのは中盤からだが、序盤から寄り道モードで武器・道具を扱う骨董品店店主として登場する。江戸時代より人知れず東京を守ってきた公儀隠密・飛水家の末裔にして、水を操る「力」を持つ。学生と兼業で家業の骨董品店を経営しており、仲間の武具やアイテムなどを調達してくれる。もっとも、仲間といえども代金は取る。京一・村雨・壬生とは麻雀仲間。北区の王蘭（おうらん）高校3年4組。茶道部部長。10月25日生まれ、A型、身長173cm、体重65kg、3サイズ85-62-78。宿星は「玄武」。
戦闘パートでは水系技を駆使する。その一方でトレハン能力が高い。醍醐・アラン・マリィと同じく変生することができ、広範囲の方陣技を駆使できる。
関西弁が苦手なため、劉とは慣れ合うことすらも出来ない。
アニメ版では、『東京魔人學園外法帖』に登場した奈涸に良く似た容姿に変更。葵と幼馴染という設定が追加、行動理念も葵第一主義となっている。
アニメ 拳武編第四夜で、彼の決め台詞である「邪妖滅殺」が聞ける。
アラン蔵人（アラン くろうど）
声：加瀬康之 / 阪口周平
武器：霊銃
陽気で軽薄な外国人。メキシコ人と日本人のハーフ。その態度の裏には悲しい過去が秘められている。見た目に反して博識で日本史や日本文学に精通している。しかし、日本語の詳しい意味を判っていないことも目立っている。舞園のファンでもあり、劉とも仲が良い。『朧綺譚』の外伝では見事に漫才の「ボケ」を担当していた。江戸川区の聖アナスタシア学園高校3年A組。水泳部所属。3月14日生まれ、O型、身長183cm、体重78kg、3サイズ105-80-89。宿星は「青龍」。
戦闘パートでは「霊銃」を使用する。風を操る「力」を持ち、醍醐・如月・マリィと同じく変生することができる。4人揃っての方陣技に加えてマリィとは別の方陣技を持つ。また、小蒔、雨紋、コスモレンジャー組とも方陣技がある。壬生の事は「ノリが悪い」という理由で嫌い。
アニメでは、天然パーマにサングラスをかけている。ただし性格は原作通り陽気である。ホームレスたちといつも一緒にいる。14話では記憶喪失の六道に声をかけており、以降彼女と行動をともにしている。
織部雪乃（おりべ ゆきの）
声：津村まこと / 山崎みちる
武器：薙刀
茶髪で色黒、勝ち気な性格の運動部女子。織部神社の双子の巫女姉妹の姉。一人称は「オレ」で男っぽくがさつに見られがちだが、その内面は繊細である。小蒔の親しい友人で、薙刀の使い手。ナンパな男が嫌いなため、それに当てはまる京一を嫌う。荒川区のゆきみヶ原高校3年桜組。長刀部部長。12月31日生まれ、A型、身長163cm、体重47kg、3サイズ79-58-82。宿星は妹と二人一組で「草薙」。
アニメ版では茶髪ではなく黒髪で、妹・雛乃と同じ切り揃えた感じのポニーテールになっている。
戦闘パートでは雨紋と同様に範囲攻撃を駆使する。ただ、打撃力がやや弱い。
織部雛乃（おりべ ひなの）
声：津村まこと / 小野涼子
武器：弓
色白黒髪清楚で大人しい大和撫子。雪乃の双子の妹だが、姉とは正反対。話し相手を「様」づけで呼ぶ。小蒔とは友人で、同時に弓道部部長同士ライバル関係にある。神社育ちのため、幼い時にサンタクロースを知らなくて友人に笑われてしまったことがある。実家の神社で巫女をしているため、何度か巫女装束を目にする機会がある。ただし、初登場時はなんと水着姿。雨紋を「見た目が怖いから」と嫌っている。ゆきみヶ原高校3年梅組。弓道部部長。12月31日生まれ、A型、身長163cm、体重46kg、3サイズ83-58-83。宿星は姉と二人一組で「草薙」。
戦闘パートでは小蒔同様に直線遠距離型。ただ、火龍系の技を駆使する小蒔に比べると範囲攻撃では劣る。
アニメ版では両者共々同じ顔立ちになっている。
ラジオドラマでは腹黒い部分が目立ち、柄の悪い声を出したりなど性悪な面を覗かせる。
マリィ・クレア
声：永迫舞 / 植田佳奈
武器：鈴
「火走り（ファイアスターター）」の「力」を持つがゆえに、ある秘密結社にその身を置いていたアメリカ人の少女。幼くして両親と死に別れている。薬物投与のために成長が止まり、外見が幼いままになってしまっているが、実年齢は16歳。洗脳が不十分で他者への攻撃性も低いことから「欠陥品」と蔑まれていた。主人公たちに救出された後、美里家の養女となる。性格は大人しくやや陰気。妖猫「メフィスト」と常に行動をともにする。大田区のローゼンクロイツ学園日本校、のちに新宿区のテレジア中学校1年3組。声楽部所属。12月24日生まれ、B型、身長145cm、体重34kg、3サイズ70-54-75。宿星は「朱雀」。壬生を「怖いから」という理由で嫌う。
戦闘パートでは魔術師タイプのユニットとして遠距離技・範囲技を駆使する。炎属性の技ばかりだが如月ほど極端ではない。醍醐・如月・アランと同じく変生することができる。
アニメ版では、設定はほとんど変更されており、相違点は以下の通り。
外法編第一夜から九角と共に行動、協調性がなく形相が豹変するなど怖い性悪女の性格描写となされている。外法編十三夜で異空間に取り込まれ、その後は行方不明。
過去にローゼンクロイツにいた経緯があった（その中で柳生宗崇に拾われた描写がある）が、観察対象であった天童を龍麻達に殺されたため、柳生宗崇に見捨てられた。その後復讐のために龍麻の前に現れるが、龍麻の働きかけで戦意喪失し逆に好意を抱くようになる（この際にメフィストの形相が変わり消失する）。
大宇宙戦隊コスモレンジャー（おおぞらせんたいコスモレンジャー）
武器：バット（レッド）／シューズ（ブラック）／リボン（ピンク）
3人とも練馬区の大宇宙学園高校3年D組。正義の味方に憧れる、コスモレッド・コスモブラック・コスモピンクの三人で結成された地元（練馬）密着型の戦隊ヒーロー。
紅井猛（あかい たけし・声：斉藤周）は1月1日生まれのO型、身長178cm、体重74kg、3サイズ100-80-91。野球部部長の熱血漢。
黒崎隼人（くろさき はやと・声：関口英司）は2月2日生まれのA型、身長179cm、体重68kg、3サイズ96-75-86。サッカー部部長のクールガイ（実家はスポーツ用品店「黒崎商店」）。
本郷桃香（ほんごう ももか・声：津村まこと）は3月3日生まれのO型、身長160cm、体重44kg、3サイズ83-58-83。体操部部長でコスモレンジャーのまとめ役である。
彼らの子どもじみた言動はややもすると滑稽に映るが、正義に賭けるその情熱と真摯な願いは紛れもない本物である。しかし見知った人物をとにかくコスモレンジャーに勧誘しようとする一面もある（アランと劉は固定的に決まっている。雨紋・霧島などもいつの間にかイメージカラーが決まっている）。他のキャラクターと違い、仲間になるときは3人同時。宿星はそれぞれ「勇星」「情星」「慈星」。能力的には、それぞれ防御力・行動力・回避力（見切り技の種類）が飛び抜けて高い。また、3人揃うと必殺技「ビッグバンアタック」（アランが加わると「メキシカン・ビッグバンアタック」、さらに劉が加わると「ビッグバンアタック・インターナショナル」）が使用できる。
霧島諸羽（きりしま もろは）
声：斉藤周
武器：西洋剣
爽やかで礼儀正しく真面目な少年。西洋剣術の使い手。自信に溢れ物怖じしない京一に対して先輩と呼んで深く慕う。高校生アイドルの舞園とは親しく、彼女の私設ボディガードを勤める。元々「力」は持っていなかったが、「さやかを護る」という気持ちから力が目覚めた。文京区の鳳銘（ほうめい）高校1年D組。フェンシング部所属。7月12日生まれ、A型、身長173cm、体重65kg、3サイズ91-69-82。宿星は「忠星」であり、また「須佐之男命（すさのおのみこと）」の転生でもある。彼が仲間に加わらないとさやか・劉の2人が仲間に加わらない。
京一を剣の師匠として慕う一方、常に彼と共に行動していることへの嫉妬から醍醐を嫌っている。
戦闘パートでの役割や技などは京一に酷似している。ただ諸羽の方陣技を解放する階層（60階程度）まで旧校舎地下を攻略すると入手できる装備「魂の剣」は討伐数66と他のキャラの装備に比べ破格に多い。京一、劉との方陣技は強力。
舞園さやか（まいぞの さやか）
声：永迫舞
武器：指輪
華やかな容姿と柔らかい人柄、そして妙なる歌声で今をときめく女子高校生トップアイドルの美少女。その歌声には人々を癒す特殊な「力」が宿っている。霧島と親しく、彼を強く信頼している。鳳銘高校1年C組。演劇部所属。11月23日生まれ、AB型、身長160cm、体重44kg、3サイズ87-58-86。宿星は「八尺（やさか）」であり、また「櫛名田比売（くしなだひめ）」の転生でもある。
霧島が京一と知り合って以来、彼について行ってしまうため、「霧島君を取るから」という理由で京一を嫌っている（京一の方はさやかの熱烈なファン）。
戦闘パートでは歌を使った攻撃・補助技が主体。
劉弦月（りゅう しぇんゆえ）
声：笹沼晃
武器：青龍刀
台東区の華月（かげつ）高校2年弐組。ひよこ研究会会長。3月25日生まれ、A型、身長172cm、体重64kg、3サイズ87-66-80。怪しげな関西弁を使う客家出身の中国人留学生。帯刀に襲われた霧島を助けた事がきっかけとなり、後に火怒呂討伐の際に偶然鉢合わせて行動を共にする。明るい人柄だが感激屋で涙もろい。注射と年上の女性は苦手らしい（原因は三人の姉で、その内の一人は『九龍妖魔學園紀』に登場している）。自分の「ボケ」に対して、常に「ツッコミ」を期待している。『朧綺譚』の外伝の漫才では「ノリ」「ツッコミ」「ノリツッコミ」を見事に担当。主人公とは浅からぬ関係があり、彼をアニキと慕う。仙道と中国武術を使いこなす。宿星は「礼星」。
「これぞ大和撫子」な雛乃に好意を抱く反面、「注射は嫌」との理由で高見沢が苦手。
戦闘パートでは＋1の働きを見せ、京一・諸羽コンビやコスモレンジャー組+アランに加わることで絶大な威力を引き出す。
壬生紅葉（みぶ くれは）
声：加瀬康之 / 同左
武器：シューズ
葛飾区の拳武館（けんぶかん）高校3年戌組。手芸部所属。4月9日生まれ、AB型、身長180cm、体重74kg、3サイズ92-78-85。沈着冷静で寡黙な青年。拳武館の真の姿は法で裁けぬ悪を裁く暗殺者集団であり、病気で入院している母親の治療費を稼ぐため、彼は自ら暗殺業の道を選んだ。母親には「特待生で学費はかからず、アルバイトをしている」と言って孝養を尽くしている。主人公とは、時は違えど同じ師・鳴瀧冬吾の下で学んだ兄弟弟子。主人公の身につけた徒手空拳の陽の技と対になる陰の技を身につけており、特に脚技に秀でる。魔人学園シリーズの出演数は全キャラ内で一位。ただし、仲間に加えるための条件が非常に厳しい。
自分と同じ雰囲気を纏う比良坂の事が気になっており、霧島のような「甘ちゃん」が嫌い。
アニメでは、眼鏡に長ラン、毛髪の生え際も落ち着いたデザインとなる。
村雨祇孔（むらさめ しこう）
声：高瀬右光
武器：花札
千代田区の皇神（すめがみ）学院高校3年参組。華道部所属。7月7日生まれ、B型、身長180cm、体重80kg、3サイズ104-82-93。名門・皇神高校に似つかわしくないような放蕩無頼の外見と口調を持つ、どこか危険な匂いを漂わせる男。比類なき強運という「力」を持つ生粋のギャンブラーであり、旧華族や皇族の縁者のみしか入れないという超難関校である皇神の入学試験すらも運のみでストレート合格している。好きな人・嫌いな人はどちらも芙蓉で、理由はそれぞれ「女にしてはやる」けど「すましてるから嫌」だから。宿星は「尊星王（そんじょうおう）」。
御門晴明（みかど はるあき）
声：坪井智浩
武器：杖
皇神学院高校3年伍組。電脳部部長。9月30日生まれ、O型、身長177cm、体重62kg、3サイズ82-67-76。現在に生きる陰陽師を束ねる、若き東の棟梁。慇懃無礼で嫌味にも思える態度を取るが、その法力は絶大である。村雨とは良き腐れ縁。似た世界を歩んでいる裏密が気になっている（ただし、裏密からは敵対勢力として嫌われている）一方で紅井を嫌っている（曰く「バカだから」）。宿星は「輔星」。
芙蓉（ふよう）
声：津村まこと
武器：扇
皇神学院高校3年伍組。日本舞踊同好会所属。生年月日・血液型不明、身長170cm、体重不明、3サイズ87-56-83。大人びた雰囲気を漂わせる美女だが、その正体は御門の使役する式神・天后（てんこう）である。式神であるがゆえに人の感情に疎かったが、主人公たちとの関わりの中で徐々にそれらを理解していく。高見沢と藤咲とは特に交友を深めており、3人で放つ方陣技を持つ。宿星は「天后」。
本編では秘書然とした黒いスーツを身にまとっており、制服姿で登場するのは『朧綺譚』での個別エンドのみ。皇神の女子制服はブレザー、ベスト、ブラウス（全て白）に水色のネクタイ。
比良坂紗夜（ひらさか さよ）
声：吉住梢 / 同左
武器：リボン
品川区の桜塚高校2年伍組。園芸部所属。9月7日生まれ、A型、身長158cm、体重42kg、3サイズ80-56-83。憂いを秘めた儚げな容姿と、最強無比の戦闘能力を持つ美少女。その能力は歴史さえ改変し、死すら乗り越える奇跡をも起こす。しかしその力が発揮されるためには、主人公との間に強い絆が結ばれることが必要である。舞園と同じく、唄に「力」を乗せる能力者だが、かなり攻撃寄り。宿星は「伊邪那美命（いざなみのみこと）」。
主人公を巡って無意識的に反発し合っている関係から、葵のことを「何だか（もしくは何となく）嫌」という理由で唯一嫌っている。なお、本編で一部「紗代」と表記されるが、これは名前が変わったのではなく単なる誤記である。復活後は高見沢が在籍する鈴蘭看護学校に転校し、岩山の師事の元、看護師を目指す。
アニメ版ではゲーム版から一転、ギャルのような容姿に変更されている。スイートピーの花が好きである。龍麻たちが変生した唐栖を追いかけているときに初登場。変生した唐栖が比良坂一家の乗っていた自動車の前に現れ事故になり、その経緯で結果的に一家もろとも死亡する。その後九角の外法にて一時的に蘇り、九角の命令で龍麻を騙すが、最後には九角に造反して龍麻を助け消滅する。

### その他のキャラクター
遠野杏子（とおの きょうこ）
声：田村ゆかり / 成田紗矢香
本名ではなく「アン子」という愛称で呼ばれる眼鏡っ娘。真神学園の新聞部を一人で切り回す好奇心旺盛で行動力に富む少女。特ダネ入手のためならば身の危険を冒すことも、他人を巻き添えにすることも厭わない。また守銭奴で友人相手だろうが隙あらば金を毟り取ろうと画策する。特別な「力」に目覚めなかったものの、東京に起きるさまざまな怪事件に首を突っ込み、情報面で主人公たちをサポートする。京一が暴言を吐くたびに張り倒している。天野のことは尊敬している。真神学園高校3年B組。2月27日生まれ、A型、身長162cm、体重46kg、3サイズ89-61-88。
アニメ版では容姿・性格が変更されている。緋勇達の「力」の初見後に怯えるなどの描写があるがその後立ち直り、以降は原作同様情報面でサポートしていく立場になる。中学時代に美里と面識があった様子。
マリア・アルカード
声：増田ゆき / 同左
真神学園高校3年C組の担任教師で、担当は英語。妖艶な美貌と面倒見の良さで、生徒たちからは絶大な人気を誇る。主人公たちの「力」のことを知り、危険に身を投じる彼らの身を案じているが、彼女自身にもある秘密がある。2月9日生まれ、O型、身長172cm、体重52kg、3サイズ91-58-88。
常識人で生徒思いの理想的な教師だが、主人公に向かって「服を脱いで」などときどき妙なことを言い出す。
その正体は長い年月を生きた「吸血鬼（ヴァンパイア）」。終盤間近で主人公の力を奪うべく正体と本性を現し戦うことになる。
『朧綺譚』の外伝7話でのみ操作が可能。
アニメ版では容姿・性格が変更。バイクも乗り回しガサツな性格描写が為されている。大きな秘密はないが原作設定を多少引き継いでいるようで、結界前で足止めを食らっている描写がある。
犬神杜人（いぬがみ もりひと）
声：坪井智浩 / 同左
真神学園高校3年B組の担任教師で、担当は生物。ぶっきらぼうで無愛想かつシニカルな言動により、生徒たちからは敬遠されている。京一、アン子にとっては天敵とも言える存在で、京一は理由もなく毛嫌いしており、アン子は呼び出されては説教を食らっている。要所要所で主人公たちの前に現れ、含みのある一言を残していくのだが、選択肢によってはほとんど会うことなく進んでしまうことも。思わせぶりな発言は彼自身の持つ大きな秘密によるもの。いつもたばこ（しんせい）を吸っている。10月9日生まれ、O型、身長180cm、体重80kg、3サイズ104-82-93。『剣風帖』の外伝2話でのみ操作が可能。
その正体は長い時を生きる人狼の一族の者で、ある人物との約束で真神学園を守り続けている。
アニメ版で容姿・性格が変更。大きな秘密はないが事情を知っているような描写がある。ウサギ小屋の前で人参をかじっている。
天野絵莉（あまの えり）
声：増田ゆき
フリーの敏腕ルポライター。渋谷のカラス事件を追っていた時に主人公たちと知り合い、以後は彼らに情報提供や探索協力を行うようになる。常に毅然とした態度でオカルト事件にも臆せずに挑む。マリア･アルカードとは友人関係。アン子の憧れの人物であり、彼女もまたアン子の行動力を評価している。7月26日生まれ、B型、身長172cm、体重50kg、3サイズ83-60-85。
岩山たか子（いわやま たかこ）
声：長谷川たか子 / 沢海陽子
新宿中央病院院長。表向きは産婦人科医だが、現代医学では説明不可能な怪我や病気も治療する心霊治療のエキスパート。真神学園のOGで、当時は担任の犬神に憧れる普通の美少女だったが、驚異的な治癒力を得る事を引き換えにあえて肥満体となり、年齢も年をとらない犬神を追い越してしまった。若くていい男が大好きで、大の女性嫌い（ただし高見沢についてはその能力を買っており、復活した比良坂の指導も行っている）。京一の師匠とは顔見知りのようであり、京一にとっては悪夢に近い存在。1月2日生まれ、B型、身長178cm、体重110kg、3サイズ130-130-130。
新井龍山（あらい りゅうざん）
声：樫井笙人 / 塾一久
風水師。新宿区内に広大な敷地を持ち草庵に独居する。中学時代の荒くれていた醍醐を更生させ、弟子入りさせる。白虎の力に目覚め、戸惑いと後悔により心を閉ざした醍醐に活を入れて立ち直らせた。主人公の両親の戦友で、一行の支援者の一人であると同時に、主人公の出生を知る一人。
アニメ版では、楢崎と共に外法編第一夜から登場している。
楢崎道心（ならさき どうしん）
声：小上裕通 / 辻親八
新宿中央公園で劉と共に暮らす老人。一見ホームレスのようにも見えるが、主人公の両親や龍山の戦友だった破戒僧である。同じく一行の支援者の一人であると同時に、主人公の出生を知る一人。
アニメ版では、ゲーム版と違い現代的な容貌で髪の毛もある。龍山と共に外法編第一夜に登場。
秋月マサキ（あきづき マサキ）
声：増田ゆき
中央区の清蓮学院3年A組。11月26日生まれ、A型、身長163cm、体重45kg、3サイズ76-56-77。神秘的な絵を描くことで知られる天才画家で、星視の力を持つ車椅子の少年。というのは表向きで、実際にゲームに登場しているマサキは秋月柾希の妹の薫（かおる）。本物の柾希は敵に襲われて昏睡状態にあり、死ぬはずであった柾希の運命を捻じ曲げた代償として、薫も足の自由を失った。医学的には全く異常はないが、薫の足が動かないのは柾希がまだ生きているという証拠でもある。このことを知るのは御門、村雨、芙蓉、龍山の4人のみ。
浜離宮に設けられた結界内で御門らの守護を受けつつ暮らすが、御門は内心で護衛役として以上の感情を彼女に抱いている様子。
アニメ外法編最終夜で似た容貌の人物が出てきたが、本人とは無関係。
那雲摩紀（なぐも まき）
声：増田ゆき
外伝1話に登場。父親が借金で蒸発し、一人で小料理屋を営む少女。八剣に敗れて倒れていた京一を介抱する。債権者のヤクザに執拗ないやがらせを受け、拉致されたところを京一に助けられる。
那雲明（なぐも あきら）
声：津村まこと
外伝1話に登場。摩紀の弟。生意気な少年だが、自分を育ててくれる姉を大切に思っている。京一を幼くしたような風貌であり京一が気にしており、後日クリスマスプレゼントを彼のために購入していた模様。別の外伝でも登場する。京一以外で仲間内で出会ったことがある人物はコスモレンジャーと芙蓉のみ。
青葉さとみ（あおば さとみ）
声：岡田純子
『朧綺譚』の第零話に登場。明日香学園在学時の主人公のクラスメートの少女。ある事件に関わることになり、その日をきっかけに主人公に好意を寄せるようになる。
比嘉焚実（ひが たくみ）
声：鈴木正和
『朧綺譚』の第零話に登場。明日香学園在学時の主人公のクラスメートの少年。ある事件に巻き込まれながらも、「力」を持つ者に対し勇敢な芯の強さを見せた。幼なじみであるさとみに惚れている。
緋勇弦麻（ひゆう げんま）
声：関根信昭（アニメ）
主人公の実父。「陽」の徒手空拳の使い手。故人。中国の「客家」での戦いの時、柳生との闘いで自分もろとも岩戸に柳生を封印するように客家の者達に命じた。このときに相討ちになったとされる。客家の村では偉人として語り継がれている。劉弦月の「弦」は弦麻の名前から貰っている。
緋勇迦代（ひゆう かよ）
主人公の実母。美里と同じ「菩薩眼」の宿星を持った女性。故人。「黄龍の器」は強き氣の持ち主と「菩薩眼」が交わることにより生まれる。そして「菩薩眼」の女性は「黄龍の器」を産み落とすとき、命を引き換えに産むとされており、主人公が生まれるのと引き換えに亡くなった。
神夷京士浪（かむい きょうしろう）
『剣風帖』と『朧綺譚』の外伝に登場（『剣風帖』では京一の回想内、『朧綺譚』では第零話に登場）。京一の剣術の師匠。主人公の父親の戦友でもある。出生、生い立ちが全て謎に包まれている。古風な方言と風貌をしており、諸国放浪が趣味。京一が他人とは思えない同一の性格。京一とは喧嘩別れして以来会っていない（5年前とのことなので、計算上京一が中学1年の時に別れたとされる）。実は『外法帖』にも主要人物の一人として登場している（ただし、『外法帖』で神夷京士浪と名乗っている人物とは別人である）。
鳴瀧冬吾（なるたき とうご）
声：坪井智浩 / 宮林康
拳武館館長で、悪人を抹殺する暗殺組織の元締めでもある。『剣風帖』には登場せず『朧綺譚』に登場。主人公の父・緋勇弦麻と対になる「陰」の徒手空拳の使い手。弦麻とは親友であった。主人公と壬生の徒手空拳の師匠でもある。全国に拳武館の道場を持っており、ある支道場に来訪していたところ、明日香学園に在学中の主人公に出会った。ある事件をきっかけに主人公に「陽」の徒手空拳を教えることになる。その後の行方は不明。
アニメ版では第2期のOPに出演。容姿は原作に類似し、サングラスをかける。しかしこちらは化け物が変生した偽の鳴瀧であり、その後本物の鳴瀧によって始末された。原作の“副館長派”の位置が、アニメ版ではこの偽鳴瀧に当てはまる。
龍蔵院鉄洲（りゅうぞういん てっしゅう）
雨紋の槍術の師匠であり、主人公の父親の戦友。ストーリーには名前以外登場しないが、ある話のインターバルで雨紋から師匠の話を聞くことが出来る。消息は一切不明。
橘朱日（たちばな あけび）
声：永迫舞
『朧綺譚』の外伝四に登場。王蘭高校の生徒で、如月のクラスの委員長。学校を休みがちな彼を心配する。他人と打ち解けず、クラスからは如月と似たような境遇イメージから「冷血女」とも呼ばれている。
耶之路龍治（やしろ りゅうじ）
声：三浦祥朗
アニメオリジナルキャラクター。
普段から車椅子に乗っている。しかし、器用に乗りこなしスポーツも出来る。明るく気さくな性格で誰からも好かれている高校生。その人柄故に友人や恋人にも不自由していない。しかし、その本性は残虐かつ狡猾であり、人の心というものが完全に欠如している。恵まれている環境なのに、友人や恋人といても「楽しくない」と言っていた。
自らを「過王須」と名乗り、人を操れる《力》を使って、他人が傷つく様子を鑑賞しては悦に浸っていた。
アニメの冒頭に出ている、嵯蛾野の見ていたあるチャットの「カオス」と名乗っていた人物でもあり、そのチャットを利用して人を操り、緋勇の育ての親を殺させた張本人。その理由も単純であり「君が一番楽しそうだったから」という卑劣な一言であった。
緋勇本人も最初は物凄く恨んでいたが、交流を深め和解しようとして東京の色々な所を廻って行き、最後にはイチゴ牛乳をプレゼントした。
その時、龍治は緋勇の不可解な行動に腹を立てたが、そこで初めて「腹を立てた」という心の動きに気付く。しかしその後、龍治は柳生の力で取り込まれてしまい、緋勇達と対峙することになる。
対峙時は驚異的な強さを見せつけ、緋勇達は手も足も出なかった。しかし、緋勇の説得により柳生の呪縛から本人を分離させることが出来た。
闘いの後は、龍山の元で保護されている（闘いの時の負担が大きかったせいか、数肢を失っていた）。

### 敵キャラクター
莎草覚（さのくさ さとる）
『朧綺譚』の第零話に登場。真神学園から転校して来た少年。ある日をきっかけに「運命の糸」を操る力を身につけた。その力で青葉さとみを我が物にしようと執拗に迫り、最終的には力によって彼女を拉致する。主人公と対峙した際、主人公の「糸」が見えず困惑していたその時、「力」が暴走し「鬼」に変生してしまう。主人公の「力」の前に敗れ、消滅した。
来栖狩夜（くるす かりや）
声：浜田賢二
『朧綺譚』の外伝7話に登場。妻を異形の者に殺され、復讐のためだけに生きる男。異端審問官にしてM+M機関の吸血鬼ハンターで、異形の者は絶対悪と決め付け、銀の弾丸を込めた拳銃でマリアの命を狙う。顔にはかつて犬神との戦いでついた傷がある。
佐久間猪三（さくま いぞう）
声：高瀬右光
真神学園高校3年C組。典型的な不良生徒で、見かねた醍醐によってレスリング部に入れられたものの、全く更生する気がなく、転校初日の主人公に因縁をつける。葵に惚れていて、力ずくで奪おうとし、それを咎めた小蒔を暴行、怒りのあまりに覚醒した醍醐の前に鬼に変身するが、醍醐に敗れ死亡。彼の死は醍醐の心に決して小さくはない傷を残すこととなった。
唐栖亮一（からす りょういち）
声：斉藤周 / 阪口大助
神代高校に転入してきた雨紋の同級生。自分は選ばれた特別な存在と公言するナルシストで、環境破壊を憂い、ギターの音で鴉を操って人を襲わせる。主人公達との戦いの後は行方不明だが、第弐拾参話冒頭で生存が確認されている。
アニメ版では雨紋とは幼馴染、CROWのメンバーでベースと作詞を担当。曲の変更で雨紋と決別し、そこを九角につけ込まれ力を与えられ闇に落ち敵となる。最後には元に戻るが、九角天童に殺される。鴉だけでなく空気の振動をも操ることができた。
嵯峨野麗司（さがの れいじ）
声：斉藤周 / 下山吉光
覚羅高校の生徒。典型的ないじめられっこ。街中でいじめに遭い怪我をしたところを葵に手当てをしてもらい、彼女に憧れ、同じいじめを憎む藤咲と共謀し、葵を夢の世界に監禁する。主人公達に敗れた後、意識不明のまま長期入院。第弐拾参話冒頭で意識を取り戻す。
喜名朝飛著コミックス版では、いじめられていたところを小蒔に助けられることになる。柳生から与えられた力で自分をいじめた者たちを惨殺し、それを咎めた小蒔にも激しい暴行を加えた。小蒔を助けに駆け付けてきた醍醐と共に二人と戦うことになり敗北する。最終的に小蒔や醍醐と和解するが、力を酷使したその身体は既に生命力が尽きており、二人に見守られながら消滅していった（葵や藤咲とは面識がなく、別のエピソードになっている）。
アニメ版での変更が一番多く、石平監督の思惑を一心に背負い描写するキャラとなる。そのため結果的に敵キャラにしては破格の待遇となる。葵と同じ中学で、最終的に主人公達と破れ長期入院する点は同じだが、いじめ関連の設定が原作と違う、長期入院から復帰、非戦闘要員だが独鈷を使い、高見沢らと共に主人公達をサポートするなど出番が多くなっている。
アニメのラジオドラマでは岩山に無駄飯食いと呼ばれていたり、高見沢に恋をしているようで彼女が気になる描写があったりする。
凶津煉児（まがつ れんじ）
声：高瀬右光 / 青山穣
スキンヘッドに刺青を入れた、パンクファッションの青年。かつては醍醐の不良仲間だったが、自分の父親を刺したことを醍醐に通報され、醍醐との一騎討ちに敗北。そのまま少年院に送られていた。出所後に出会った風角から、触れたものを石化させる能力を得て、次々と人々を石にする事件を引き起こした。醍醐に復讐するべく小蒔を拉致し、主人公達に敗れた後、改心し少年院に戻る決意をするが風角に処刑される。
アニメ版では、刺青をいれていないが力を使うときに原作の刺青のような模様が右頬に現れる。また、原作同様醍醐を怨んでおり、物質を石に変える力は原作同様。劇中では降っている雨すらも石化させ歩いていた。拳武十二神将のひとりである。第四夜で少年院にいたのは偽者だったため、偽鳴瀧に入れられた可能性がある。最後は原作の帯脇のように大蛇に変生し、同じく白虎に変生した醍醐に殺された。ここのくだりは原作で変生した佐久間を斃したシーンに似ている。
死蝋影司（しろう えいじ）
声：関口英司
紗夜の兄で、本名：比良坂英司。品川区の冥燈院高校教諭で優秀な生化学者。幼い頃に家族と共に飛行機事故に遭い両親は死亡。誰も自分達を助けようともしてくれないなか、両親の遺体が燃え尽きるまで見続け精神の均衡を崩す。自分たち兄妹だけの世界をつくろうと、不死身の体にあこがれブードゥー教に傾倒し、病院から死体を盗み出しホムンクルスを開発する。主人公達に敗れ、炎角の制裁を受けて、溺愛する妹と共に炎の中に消える（ただし条件を満たせば、紗夜は後のストーリーで復活する）。主人公が六道によって飛ばされたパラレルワールドでは、新宿中央病院の医師になっている。
水岐涼（みずき りょう）
声：斉藤周
港区のセントクライスト学院の生徒、13歳で文壇デビューした天才詩人。海をこよなく愛するが故に東京の水質汚染を憂い、水角にそそのかされた挙句「深き者」の姿にされ、主人公達に倒される。その後、美里の「菩薩眼」の「力」により人間の姿で消滅する。
水角（すいかく）
声：津村まこと
鬼道衆の紅一点。水岐を利用した後、水岐を「深き者」に変生させた人物。水を操る忍術と小刀の使い手。大蜘蛛の姿に変生する。DS版では変生後のグラフィックが『東京魔人學園外法帖』の雹（変生後）に似た容姿に変更されている。
アニメ版でも登場。容姿は変更されている。
盲目の者（もうもくのもの）
アランの故郷を滅ぼした謎の巨大な怪物。邪神を蘇らせようとした風角に誤って召喚される。クトゥルフ神話の邪神の眷属だが、本体ではない。
風角（ふうかく）
声：加瀬康之
鬼道衆の一人。九角天童に絶対なる忠誠を誓っている。風の忍術「鎌鼬」の使い手。鳥人の姿に変生する。アニメ版でも登場。容姿は変更されている。
炎角（えんかく）
声：斉藤周
鬼道衆の一人。佐久間を殺してしまい放心状態の醍醐に襲い掛かる。炎を操る術の使い手。半竜半人（ティラノサウルス）の姿に変生する。アニメ版でも登場。容姿は変更されている。
岩角（がんかく）
声：小野英昭
鬼道衆の一人。醍醐の元を訪れようとする主人公達の前に立ちふさがる。岩をも砕く蹴りの使い手。半牛半人の姿に変生する。アニメ版でも登場。容姿は変更されている。
トニィ・ワシントン
声：津村まこと
ローゼンクロイツの黒人生徒で、元はNYのスラム街に住んでいた孤児。まだ子供だが凶暴で、仲間であるマリィを「出来損ない」といじめている。念動銃を使い、遠くの目標物を攻撃する能力を持つ。また、普段からローラーブレードを履いている（攻撃グラフィック時に確認できる）。
イワン・ニコラス
声：関口英司
ローゼンクロイツのロシア人生徒で、元はロシアの駐独大使の息子。他人を見下した鼻持ちならないエリート根性丸出しで、トニィと共謀して葵とマリアを拉致する。先読みの力を持ち、ボクシングスタイルで戦う。
サラ・トート
声：津村まこと
ローゼンクロイツのインド人生徒で、元はインドの寒村の少女。盲目の少女だが、不審者が接近するのを察知する能力がある。
ジル・ローゼス
声：小野英昭
表向きはローゼンクロイツ学院の学園長として福祉家を装うが、正体はネオナチの幹部。超能力のある子供達を集め、第三帝国復活を企む。逃亡しようとしたところ、主人公達に追いつかれマリアを人質にしようとしたが、マリィの「力」で逃げ場を失う。そのときに現れた雷角に助けを求めたが、失態の責任のために変生させられ、雷角とともに倒される。
雷角（らいかく）
声：関口英司
鬼道衆の一人。ジルを鬼に変生させる。雷を操る忍術と槍の使い手。半獣半人の姿に変生する。アニメ版でも登場。容姿は変更されている。
九角天童（こづぬ てんどう）
声：加瀬康之 / 勝杏里
世田谷区の龍洲の宮（りゅうずのみや）高校3年。3月18日生まれ、B型、身長178cm、体重70kg、3サイズ94-86-97。異形の集団「鬼道衆」を支配し、「外法」と呼ばれる「力」を操って様々な怪異の事件を裏から操る赤髪の男。学校側は九角の存在を知らず、戸籍上にも九角という戸籍は存在しない。
アニメ版では原作と容姿や性格、設定が違い、マザコンになっている。ゲームと違い主動的な設定にされたため出番は多い。九角の血筋のせいで母親は蔵の中に監禁され、首を吊って死んだ。元は「まなぶ」と呼ばれていたらしい。柳生にそそのかされ育ての家族たちを皆殺しにし、九角天童を名乗った。
若頭（わかがしら）
声：小野英昭
京都で地上げを企むヤクザの若頭だが、本人は昔気質の任侠を持ち備えている人物。特殊な力はなく普通の人間。元々今回の地上げは本意ではなかったらしく、地上げを止めようとする主人公達に敗れると、助言を残しあっさり身を引く。ゲーム内では明らかにされていないが、密かに舞園のファンでもある（ゲームで彼を倒すと、3分の1の確率で舞園の写真が入手できる）。
帯脇斬己（たてわき きりこ）
声：関口英司
中野区のさぎもり高校の生徒。舞園にストーカー行為を働き、彼女を守る霧島を襲う。蛇の魔物に変身後、主人公達に敗れ逃走した。その後、元の姿に戻れなくなり、新宿中央公園にて天野を追い回していたところを犬神にとどめをさされる。
火怒呂丑光（ほどろ うしみつ）
声：高瀬右光
豊島区の狗狸沼高校の生徒。憑依師の家系の末裔で、柳生から動物霊を憑依させる能力をもらい、帯脇にヤマタノオロチを憑かせ、蛇の魔物に変身させた。憑き物騒ぎを調べていた天野を操り、京一・小蒔・醍醐も操ろうとするが、劉によって阻止される。主人公達に敗れ、柳生に処刑される。
八剣右近（やつるぎ うこん）
声：坪井智浩 / 同左
拳武館高校の生徒。真剣を使い、殺人が趣味という危険人物。金で相手構わず暗殺を請け負う副館長の手下で、柳生の依頼により主人公達の命を狙う。得意の鬼勁（発勁の一種。氣の力に殺意の波動を加え、相手の死角から放つ）によって一旦は京一に圧勝するが、復活し鬼勁を会得した彼に敗北。自分の敗北を認めず、寝返ろうとした武蔵山を斬殺、拳武館から追われる身となった。その後、逃走先のある場所で八剣を見限った柳生に始末される。
アニメでは名前と剣を使うこと以外は全くの別人になっており、原作に登場した水岐涼を混ぜたような人物像に変更されている。拳武十二神将のひとりで、物腰柔らかい優雅な雰囲気を持つ。色事で物事を判断している傾向があり、第四夜で復活した京一と対立するが彼の実力の差を悟り、自ら敗北を認めて京一たちの手助けをするなど、原作と異なる展開を見せた。
武蔵山太一（むさしやま たいち）
声：高瀬右光
拳武館高校の生徒で、元は粗暴な不良の親分であった所をスカウトされた。見るからに怪力の巨漢で、大食漢でもある。八剣とともに副館長派で、館長派の壬生を主人公達もろとも殺害しようとするが、劣勢になり寝返ろうとしたところを八剣に殺される。
阿師谷伊周（あしや ともあき）
声：坪井智浩
中央区の荒守高校の生徒。芦屋道満の末裔とされるオネェ言葉のオカマ陰陽師。マサキを暗殺しようとするが失敗、主人公達との戦闘で敗北後、柳生に始末される。
阿師谷導摩（あしや どうま）
声：加瀬康之
伊周の父で、阿師谷家の再興を願う陰陽師。主人公達との戦闘後に柳生の術で急死。伊周からは「パパ」と呼ばれている。
田中一郎（たなか いちろう）
新宿中央公園に現れた吸血鬼。一見普通のサラリーマンに見えるが、雨の日の後なのに靴が汚れていないことでばれてしまう。
六道世羅（りくどう せら）
声：津村まこと / 世戸さおり
足立区の逢魔ヶ淵高校2年B組。二重人格者で、時空を操る能力を持つ。主人公と最初に出会ったときは大人しい性格だったが、後に柳生に操られ、凶暴な性格となって主人公達を異次元に誘い込む。ある条件を整えていると、主人公を「ある世界」に引き込むことになる。主人公達に敗れた後、新宿中央病院に担ぎ込まれる。
アニメ版ではガングロ、金髪になる。力も、手首の傷からなんでも切断する糸を出して攻撃するものとなっている。第2期ではアランと行動をともにしており、OPにもツーショットのシーンがある。
柳生宗崇（やぎゅう むねたか）
声：樫井笙人 / 同左
新宿区の天龍院（てんりゅういん）高校3年C組。7月25日生まれ、血液型不明、身長187cm、体重71kg、3サイズ104-81-92。本作における真の黒幕的存在。
真紅の学生服を身にまとって闇に跳梁し、圧倒的な威圧感を備える年齢不詳の謎の男。主人公の父・弦麻が自分自身を犠牲にして客家の洞窟に封じたが、その封印を破って復活。世界を混乱と闘争の世にするべく暗躍する。主人公たちに敗れた「駒」を自らの手で処刑するなど冷酷かつ残酷な性格。一度は主人公を瞬く間に打ち倒し致命傷を与えたが、最終話にて主人公と仲間たちの力によって倒された。後に判明するが不老不死である。
コミックス版では黄龍となった過王須に喰らわれ死亡した。
アニメ版ではさらに老けており、バイクに乗っていた。マリィの服をプレゼントしたのも柳生。
過王須（かおす）
声：小上裕通
天龍院高校3年C組。本作の最終ボス。本名不明で本来の記憶も持たない。柳生が作り上げた実験体「陰の黄龍の器」の少年で、最終決戦で黄龍に変生する。ゲームでは彼についてまったく触れられなかったが、コミックス版では主人公が彼の精神と接触し、過去の出来事などが描写されている。
アニメでは第七夜の副題に『過王須』とある。第2期の第六夜で登場、車椅子に乗っている。

## アニメ
2007年1月19日から4月まで『東京魔人學園剣風帖 龍龍 （とう〈龖〉）』外法編というタイトルでアニマックスにて毎週金曜 23時00分 - 23時30分に放送された。2007年7月27日から10月までは拳武編が放送された。
タイトルこそ「東京魔人學園剣風帖」と冠してはあるが、ゲームに見られるジュヴナイル要素や一昔前の古き良き青春ドラマの雰囲気は全く見受けられず、所々に陰鬱なシーンやグロテスクな表現があるなど、ゲームとの類似点は希少である。
原作者でもあるゲーム版監督の今井秋芳はアニメ版について、「ゲームそのままのアニメ化ではなく、魔人世界を再構築したもの」とだけ言及し、アニメ版には原則として原作者として以上の関わりを持たず、タイトル選定およびロゴデザイン確認、アフレコ立会い（声優への演技指導）には協力した事を携帯サイトの日記にて報告している。
同年4月1日より、アニメ版設定によるラジオドラマ『学級日誌』がエフエム大阪「イトクボのパーティー・ロード」内の『FMサウンドシネマ』にて放送された。また、4月9日より1週間遅れ（毎週月曜更新）でインターネット配信もされていた。

### スタッフ
- 原作 - 今井秋芳
- 監督 - 石平信司
- シリーズ構成 - 根元歳三
- キャラクターデザイン・総作画監督 - 中井準
- プロップデザイン - 鈴木典孝、小川浩
- 美術監督 - 永吉幸樹
- 美術設定 - 佐藤正浩
- 色彩設計 - 友野亜紀子
- 撮影監督 - 佐藤正人
- 編集 - 右山章太
- 音響監督 - 小林克良
- 音楽 - 根岸貴幸
- プロデューサー - 中林太、松本正義、山崎史樹
- アニメーションプロデューサー - 松嵜義之
- アニメーション制作 - ビースタック、AICスピリッツ
- 制作協力 - アミューズソフトエンタテイメント、ANIMAX
- 製作 - 魔人製作委員会

### 主題歌
第1期
- オープニングテーマ1：「0:00A.M.」、Lyric&Music：大介、歌・演奏：ACID (J-ROCK)、Sound Produced: Masao Akashi.ACID
- エンディングテーマ：「花吹雪」、Lyric：淳平、Music：大介、歌・演奏：ACID (J-ROCK)、Sound Produced: Masao Akashi.ACID

第2期
- オープニングテーマ1：「0:00A.M.」
- オープニングテーマ2：「Prayer」、Lyric&Music：遊汰、歌・演奏：ACID (J-ROCK)、Sound Produced: Masao Akashi.ACID (#6-)
- エンディングテーマ：「花吹雪」

### 各話リスト
| 話数            | サブタイトル                 | 脚本                | 絵コンテ          | 演出            | 作画監督                                           |
| 第1期『外法編』 | 第1期『外法編』              | 第1期『外法編』     | 第1期『外法編』   | 第1期『外法編』 | 第1期『外法編』                                    |
| --------------- | ---------------------------- | ------------------- | ----------------- | --------------- | -------------------------------------------------- |
| 第壱夜          | 「逢魔ヶ刻」                 | 根元歳三 石平信司   | 石平信司          | 石平信司        | 中井準                                             |
| 第弐夜          | 「桜下春怨の遭遇」           | 根元歳三            | 石平信司          | 堤雄一郎        | 石本英治                                           |
| 第参夜          | 「人ならざる力」             | 根元歳三            | 殿勝秀樹          | 神原敏昭        | サトウミチオ 五十嵐直子                            |
| 第四夜          | 「集えものども」             | 根元歳三 石平信司   | 石平信司 中井準   | 豊増隆寛        | KIM DAE-HOON                                       |
| 第五夜          | 「夢地獄」                   | 寺崎敦子            | 中井準            | 白石道太        | 宇佐美皓一                                         |
| 第六夜          | 「生地獄」                   | 寺崎敦子            | 中井準            | 堤雄一郎        | 中井準                                             |
| 第七夜          | 「鬼道衆」                   | 雨宮ひとみ 根元歳三 | 石平信司          | 島美子          | 石本英治                                           |
| 第八夜          | 「穴の女」                   | 根元歳三 福澤香江   | 林宏樹            | 林宏樹          | 牧野竜一                                           |
| 第九夜          | 「激しさと優しさで」         | 寺崎敦子            | 加藤洋人          | 白石道太        | -                                                  |
| 第拾夜          | 「菩薩眼」                   | 雨宮ひとみ          | 吉川浩司 石平信司 | 石平信司        | 牧野竜一                                           |
| 第拾壱夜        | 「散花離別する命」           | 根元歳三            | 影山楙倫 石平信司 | 寺沢伸介        | 寺沢伸介                                           |
| 第拾弐夜        | 「九角復興」                 | 根元歳三            | 駒井一也 石平信司 | 島美子          | 村井孝司 野口木の実 松浦里実 八代紀実子 清水明日香 |
| 第拾参夜        | 「外法の谷」                 | 根元歳三            | あおきえい        | あおきえい      | 石本英治 サトウミチオ                              |
| 第拾四夜        | 「堕ちる星」                 | 根元歳三            | 石平信司          | 山崎茂          | 石丸賢一                                           |
| 第2期『拳武編』 |                              |                     |                   |                 |                                                    |
| 第壱夜          | 「拳武十二神将」             | 雨宮ひとみ          | 石平信司          | 吉川浩司        | 中島美子                                           |
| 第弐夜          | 「煉獄する咆哮」             | 寺崎敦子            | 石平信司          | 阿部雅司        | 渡辺浩二                                           |
| 第参夜          | 「心から変わろう」           | 寺崎敦子            | 加藤洋人 石平信司 | 内山まな        | サトウミチオ                                       |
| 第四夜          | 「拳は命を奪わない」         | 雨宮ひとみ          | 石平信司 影山楙倫 | 白石道太        | 石本英治                                           |
| 第五夜          | 「護る拳」                   | 根元歳三            | 堤雄一郎 石平信司 | 堤雄一郎        | 牧野竜一                                           |
| 第2期『宿星編』 |                              |                     |                   |                 |                                                    |
| 第六夜          | 白虎之章「聖夜は微笑まない」 | 雨宮ひとみ          | 林宏樹            | 松園公 堤雄一郎 | 石丸賢一 松本昌子                                  |
| 第七夜          | 玄武之章「渦王須」           | 寺崎敦子            | 林宏樹            | 島美子          | サトウミチオ                                       |
| 第八夜          | 朱雀之章「滅日」             | 根元歳三            | 石平信司          | 白石道太        | 才木康寛                                           |
| 第九夜          | 青龍之章「集う宿星」         | 根元歳三            | 石平信司          | 豊増隆寛        | 石本英治                                           |
| 第拾夜          | 黄龍之章「散らない桜」       | 根元歳三            | 石平信司          | 石平信司        | 中井準                                             |
| 第2期『番外編』 |                              |                     |                   |                 |                                                    |
| 第拾壱夜        | 「歩め子らよ」               | 根元歳三            | 石平信司          | 堤雄一郎        | サトウミチオ 松本昌子                              |
| 第壱弐夜        | 「ありがとう」               | 根元歳三            | 林宏樹 石平信司   | 林宏樹          | 牧野竜一                                           |

| アニマックス 金曜23:00枠（MEGA ZONE） | アニマックス 金曜23:00枠（MEGA ZONE） | アニマックス 金曜23:00枠（MEGA ZONE） |
| 前番組                                | 番組名                                | 次番組                                |
| ------------------------------------- | ------------------------------------- | ------------------------------------- |
| 英国恋物語エマ                        | 東京魔人學園剣風帖 龖                 | 009-1                                 |
| アニマックス 金曜23:00枠（MEGA ZONE） |                                       |                                       |
| 009-1                                 | 東京魔人學園剣風帖 龖 第弐幕          | -                                     |